# Sabaneta (métro de Maracaibo)
Pour les articles homonymes, voir Sabaneta.
Sabaneta est une station de la ligne 1 du métro de Maracaibo.